# Iglesia de Santa Catalina (El Granado)
La Parroquia de Santa Catalina es un templo católico situado en la localidad de El Granado, en la provincia de Huelva, comunidad autónoma de Andalucía.

## Historia
La primitiva iglesia de El Granado era un templo mudéjar que a mediados del siglo XVIII presentaba problemas estructurales y era incapaz de atender al aumento de la población. Por ello, en 1761 el provisor del Arzobispado de Sevilla encarga a Pedro de Silva las trazas para la construcción de un nuevo templo. Sin embargo, el diseño planteado por Silva no satisface al clero local, que consigue que Ambrosio de Figueroa lidere un nuevo proyecto de mayor capacidad.

## Descripción

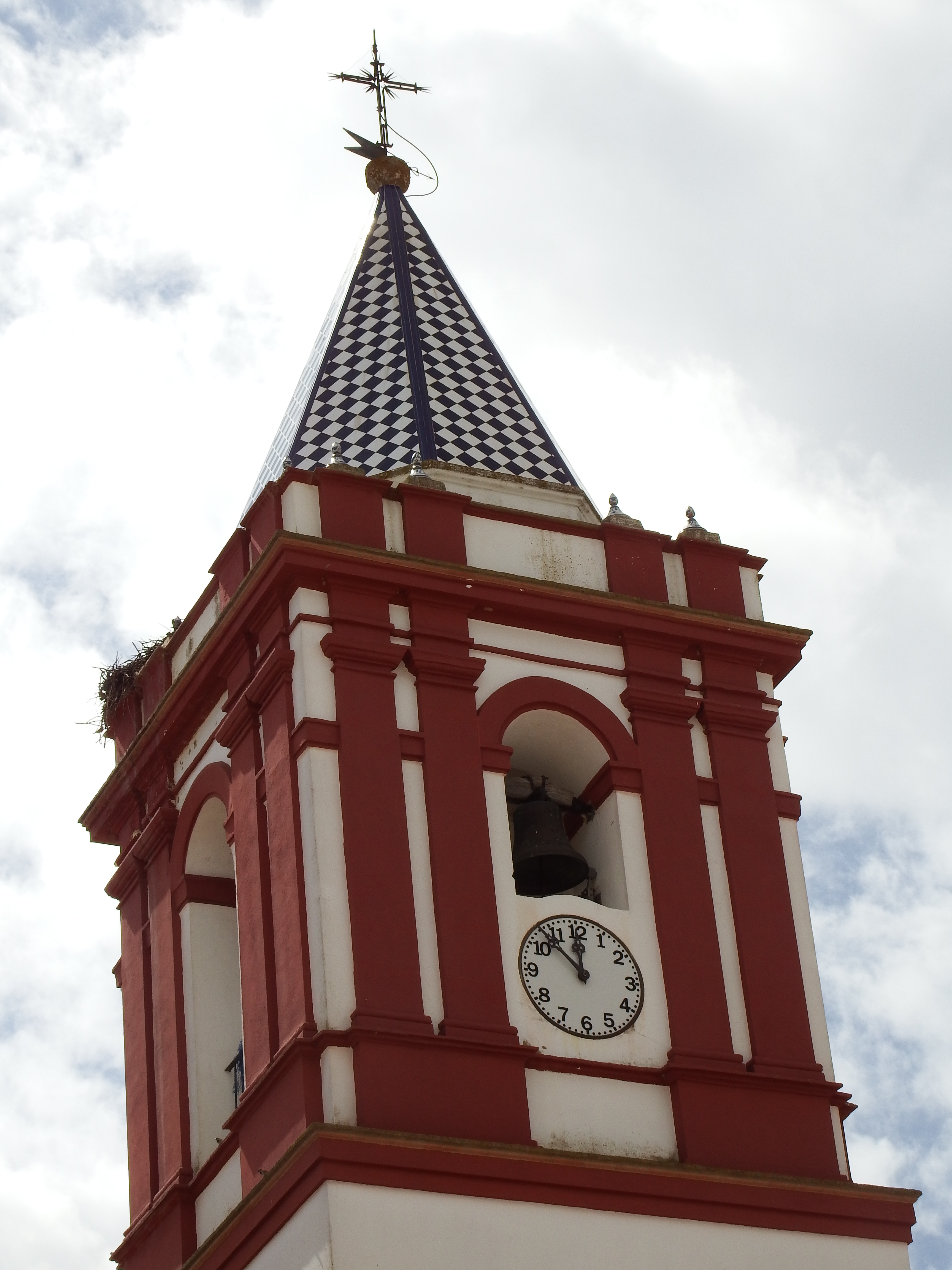
Campanario

El templo presenta una sola nave, con cabecera rematada en testero plano. A los pies se abre la capilla bautismal y se alza la torre.
De su patrimonio artístico, menguado por el asalto de 1936, destaca la pintura de la Coronación de la Virgen, de mediados del siglo XVIII. Los historiadores lo acercan al estilo de Domingo Martínez y Juan de Espinal y se completa con un marco portugués de la misma época. El Cristo de la Vera Cruz es un crucificado de tamaño académico, tallado en 1801 por José Gabriel González. También son reseñables un San José con Niño dieciochesco y un San Sebastián del siglo XVII muy repintado.
En el ajuar litúrgico del templo cabe citar una custodia de la primera mitad del siglo XVII y un cáliz del segundo tercio del XVIII. Hay que destacar también las puertas barrocas de la sacristía y el púlpito de forja del siglo XVIII.